# T-Money

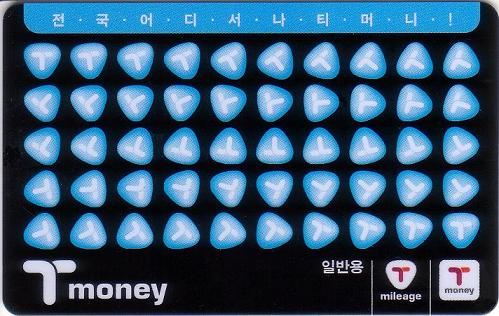
Recto d'une carte T-Money

T-Money  (en coréen: 티머니) est une série de cartes et accessoires utilisés pour payer les transports en commun dans les principales villes de Corée du Sud. T-Money peut aussi être utilisé dans certains commerces au lieu d'utiliser du liquide ou des cartes de crédit.

## Utilisation
Similaire à son prédécesseur, la "Seoul Bus Card", en anglais : La carte de bus à Séoul. T-Money peut aussi être utilisée pour payer les bus, métros et certains taxis. T-Money est acceptée par:
- Tout Séoul, Gyeonggi-do, Incheon, Busan, Daegu, et les bus de Daejeon
- Seoul, Incheon, Busan, Daegu et les services de métro de Daejeon
- AREX, U Line, EverLine, Shinbundang Line, et le Busan–Gimhae Light Rail Transit
- Tout Sejong , Chungcheongnam-do et les bus de Chungcheongbuk-do
- Tout Gangneung, Wonju et les bus de Hoengseong dans Gangwon-do
- Tout Andong, Gyeongsan, Yeongju, Bonghwa, Sangju, Mungyeong et les bus de ville de Pohang, Gyeongju, Yecheon dans Gyeongsangbuk-do
- Tous les bus de ville de Gyeongsangnam-do de Gimhae
- Tous les bus de Jeju-do
- Kyobo Book Centre (en), GS 25 (en), CU (en)/FamilyMart, StoryWay (en), MiniStop (en) et d'autres commerces de proximité qui acceptent T-Money comme mode de paiement.

## Types de cartes

### Standard
Les cartes T-money coûtent 2,500 - 4,000 wons et peuvent être achetées et rechargées aux stations de métro, distributeurs de billets automatiques et commerces de proximité (7-11, CU, GS25 ou StoryWay). Des machines de chargement sont aussi disponibles dans les stations de métro de Séoul et du métro de Busan.

### Cartes à tarif réduit
Il y a deux types de cartes à tarif réduit, une pour les jeunes de 13-18 ans et l'autre pour les enfants de 7-12 ans.

### Accessoires T-Money
Des petits accessoires T-Money sont aussi disponibles pour des prix allant de 5000 wons à 8000 wons.

### T-Money Mobile
Korea Smart Card Co., Ltd propose un service T-Money Mobile en partenariat avec 3 opérateurs téléphoniques (KT Olleh, SK Telecom et LG U+). Les applications T-Money Mobile sont disponibles uniquement sur Google Play Store.

### Cartes similaires
- CashBee (utilisée principalement dans les provinces de Gyeonggi-do & Incheon)
- POP (vendue dans les GS25, elle utilise le système T-Money)
- Seoul CityPass (elle contient des réductions pour les touristes et utilise le système T-Money)

## Histoire
- 22 avril 2004 : Le gouvernement de la ville de Séoul annonce le nom de cette nouvelle carte appelée "T-Money".
- Juin 2004 : Les terminaux T-Money sont installés dans les stations de métro.
- 1er juillet 2004 : Le système est officiellement inauguré, avec une journée de transports gratuits pour tous.
- 15 octobre 2005 : Les services de transports publics d'Incheon ont intégré le système T-Money.
- 6 décembre 2005 : Le système de rechargement en ligne a été mis en place.
- 13 novembre 2006 : Les services de transports publics de la province du Gyeonggi-do ont intégré le système T-Money.
- 4 août 2008 : Les services de bus urbains de Busan ont intégré le système T-Money